# Yifengdian
Yifengdian (kinesiska: 移风店, 移风店镇) är en köping i Kina. Den ligger i provinsen Shandong, i den östra delen av landet, omkring 290 kilometer öster om provinshuvudstaden Jinan. Antalet invånare är 47887. Befolkningen består av 23 740 kvinnor och 24 147 män. Barn under 15 år utgör 16,0 %, vuxna 15-64 år 69 %, och äldre över 65 år 13,0 %.
Genomsnittlig årsnederbörd är 735 millimeter. Den regnigaste månaden är juli, med i genomsnitt 230 mm nederbörd, och den torraste är januari, med 11 mm nederbörd.